# James Paroissien

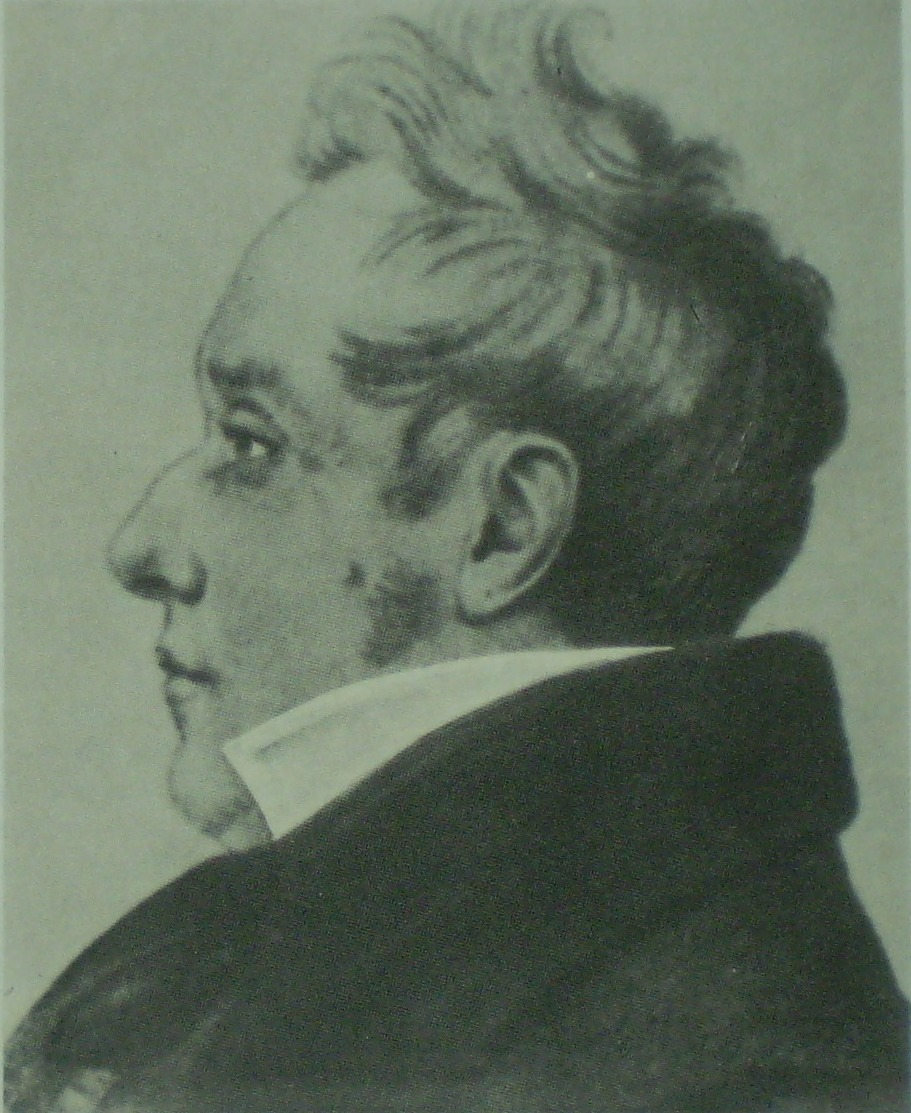
Diego Paroissien

James Paroissien, citado en América del Sur como Diego Paroissien (Essex, Inglaterra, noviembre de 1781 – en alta mar, 1827), fue un médico británico que tuvo una destacada actuación en el proceso de la Independencia de la Argentina, de Chile y del Perú.

## Biografía

### El Virreinato del Río de la Plata
Su nombre original era James Paroissien, y descendía de lejanos antepasados de origen protestante francés. Se doctoró en medicina en 1806.
Al recibir la noticia del éxito de las Invasiones Inglesas al Virreinato del Río de la Plata, se embarcó como parte de la expedición que debía reforzar esa conquista. Cuando llegó allí, la ciudad de Buenos Aires había sido reconquistada por su propia población; asistió a la captura de Montevideo, donde se instaló como médico y comerciante. Cuando, tras el nuevo fracaso en Buenos Aires, los ingleses abandonaron también Montevideo, se embarcó hacia Río de Janeiro.
En el Brasil se encontró con Saturnino Rodríguez Peña, un criollo que había colaborado con los invasores a Buenos Aires, que lo unió al proyecto carlotista, de coronar a la princesa Carlota Joaquina de Borbón como reina – o al menos como regente – del Río de la Plata, en reemplazo de Fernando VII, prisionero de Napoleón Bonaparte. Carlota era la esposa de Juan VI de Portugal, que estaba instalado en Río de Janeiro.
Viajó a Buenos Aires como jefe de una comisión exploradora minera enviada por la compañía británica "La Potosí, La Paz and Peruvian Mining Association". Sin embargo, es casi seguro que su misión era de espionaje a favor de las posibilidades del carlotismo o de una tercera invasión. inglesa Al llegar a Montevideo fue reconocido y arrestado por el gobernador Francisco Javier de Elío, que se apoderó de las cartas de Carlota para sus simpatizantes en Buenos Aires. Acusado de alta traición, fue procesado con pedido de ejecución.
Cuando llegó al Río de la Plata el nuevo virrey, Baltasar Hidalgo de Cisneros, fue trasladado para su enjuiciamiento a Buenos Aires. Allí fue defendido por Juan José Castelli; como al estallar la Revolución de Mayo éste fue elegido miembro de la Primera Junta, Paroissien recuperó rápidamente la libertad.

### Las Provincias Unidas
Acompañó al Ejército del Norte en la primera expedición auxiliadora al Alto Perú como cirujano, y presenció las batallas de Cotagaita, Suipacha y Huaqui como médico y secretario personal de Castelli. Durante la retirada que siguió a la derrota, ayudó a Juan Martín de Pueyrredón en la evacuación de los caudales de la Casa de Moneda de Potosí.
El Triunvirato lo nombró jefe de la fábrica de armamentos de la ciudad de Córdoba, con el grado de teniente coronel de artillería.
La Asamblea del Año XIII le concedió una de las primeras cartas de ciudadanía de las Provincias Unidas del Río de la Plata.
En abril de 1815 estalló la fábrica de pólvora, causando varios muertos. El gobierno local lo consideró responsable del accidente y se inició una investigación para procesarlo. Pero en ese momento estaba avanzando el federalismo en Córdoba, lo que le dio la oportunidad de retirarse a Buenos Aires. Allí formó parte del estado mayor general del ejército del Director Supremo Álvarez Thomas.

### La campaña a Chile
En 1816 viajó a Mendoza, para sumarse al Ejército de los Andes que estaba formando el general José de San Martín, a quien había conocido dos años antes, y a quien había ayudado en la conformación de su plan continental. San Martín lo nombró cirujano jefe del Ejército de los Andes, y también ejerció como su médico personal.
Participó en el Cruce de los Andes como cirujano y como edecán del general Soler, participando en la Batalla de Chacabuco. Instalado en Santiago de Chile, fue nombrado cirujano mayor del Ejército de Chile y fue miembro fundador de la Legión del Mérito de Chile y cirujano mayor del ejército chileno. Tuvo un serio altercado con el general Miguel Brayer, el exoficial de Napoleón que causaría un desastre con su ataque a Talcahuano, y que sería dado de baja por pedir licencia minutos antes de una batalla.
Después del Desastre de Cancha Rayada asistió al general Bernardo O’Higgins, pero regresó al ejército para asistir a San Martín como oficial de estado mayor y también ejercer como cirujano en la Batalla de Maipú. Por su heroico comportamiento en este combate fue ascendido al grado de coronel y premiado con un valioso y amplio terreno irrigable en Mendoza.

### En el Perú
Se embarcó en la Expedición Libertadora del Perú como médico jefe y como edecán de San Martín. Acompañó al general en su entrevista con el virrey José de la Serna, que él mismo gestionó, y posiblemente fue el autor de la idea de implantar en el Perú una dinastía de origen español. Fue premiado con la Orden del Sol y ascendido al grado de general de brigada.
Tras la toma de Lima y la Declaración de Independencia del Perú, fue enviado junto a Juan García del Río en misión diplomática a Chile, Buenos Aires y Europa, para gestionar el reconocimiento de esa independencia, y posiblemente conseguir un rey para coronar en el Perú. No obtuvieron ningún resultado de sus gestiones en Buenos Aires, donde fueron humillados por la actitud prescindente del gobierno del ministro Bernardino Rivadavia. Al llegar a Londres recibieron la noticia de la renuncia de San Martín al gobierno peruano, lo que hacía inútil su presencia allí. No obstante, Paroissien se quedó en Londres, donde recibió a San Martín en la primera etapa de su exilio y le consiguió alojamiento.
Regresó al Perú, donde se puso a órdenes de Simón Bolívar y acompañó al general Sucre en su entrada al Alto Perú. En abril de 1825 fue nombrado director de minería del gobierno peruano, con la misión de organizar las minas de Potosí. A fines de ese año volvió a viajar a Europa, para realizar consultas con especialistas y organizar la concesión de las minas de Potosí a alguna empresa europea. La independencia de Bolivia hizo inútil sus gestiones, por lo que regresó a ese país y fue nombrado director de minería por el presidente Sucre. También proyectó un canal que debía unir el Océano Pacífico con la cuenca del río Amazonas, y por esta al Océano Atlántico.
Su empresa minera quebró a fines de 1826 y perdió todos sus bienes, incluidos los terrenos concedidos por San Martín en Mendoza, como premio a su actuación en Maipú.
Se embarcó en septiembre de 1827 hacia Valparaíso, pero falleció en el viaje hacia esa ciudad, donde fue sepultado.

## Homenajes
En Argentina hay dos hospitales que llevan su nombre:
- Hospital Diego Paroissien,[3] ubicado en la ciudad de Maipú (provincia de Mendoza);
- Hospital Interzonal General de Agudos Dr. Paroissien,[4] ubicado en la ciudad de Isidro Casanova, Partido de La Matanza (provincia de Buenos Aires).

Además, un hospital militar también lleva su nombre:
- Hospital Militar Regional Mendoza